# Jirō Kamata
Jirō Kamata (jap. 鎌田 次郎 Kamata Jirō; ur. 28 lipca 1985) – japoński piłkarz występujący na pozycji obrońcy. Obecnie występuje w Kashiwa Reysol.

## Kariera klubowa
Od 2006 roku występował w klubach Kashiwa Reysol i Vegalta Sendai.